# Punktacja (DTP)
Punktacja – linia zbudowana z większej ilości znaków kropki ustawionych równomiernie obok siebie lub rozdzielonych spacjami. Najczęściej stosowana jest w formularzach do zaznaczania miejsc służących do wypełnienia tekstem, oraz jako linia łącząca tytuły z paginami w niektórych układach spisu treści.
Punktacja, pomimo że jest uformowana ze składu, czyli zbudowana ze znaków pisarskich, nie powinna być mylona ze znakami interpunkcyjnymi, dlatego nie powinna przylegać bezpośrednio do innych znaków drukowalnych. Dzięki temu nie będzie np. pomyłki, że stoi obok znaku kropki lub wielokropka, nie będzie również utrudnienia dostrzeżenia znaku przecinka lub średnika.
Punktacji nie należy mylić z wykropkowaniem, czyli zastąpieniem niepożądanych liter (np. w wyrazie wulgarnym) kropkami.